# Piergiuseppe Vacchelli
Piergiuseppe Vacchelli (ur. 4 lutego 1937 w Longardore di Sospiro) – włoski duchowny katolicki, arcybiskup, przewodniczący Rady Wyższej Papieskich Dzieł Misyjnych oraz sekretarz pomocniczy w Kongregacji ds. Ewangelizacji Narodów w latach 2008-2012.

## Życiorys

### Prezbiterat
Po ukończeniu seminarium duchownego w Cremonie, 27 maja 1961 otrzymał święcenia kapłańskie. Inkardynowany do diecezji Cremony, był m.in. sekretarzem i kanclerzem biskupim, asystentem diecezjalnym Akcji Katolickiej, prowikariuszem generalnym oraz proboszczem parafii katedralnej. W 1996 został podsekretarzem Konferencji Episkopatu Włoch.

### Episkopat
24 maja 2008 został mianowany przez Benedykta XVI przewodniczącym Rady Wyższej Papieskich Dzieł Misyjnych oraz arcybiskupem tytularnym diecezji Minturnae. Zastąpił na tym stanowisku abp. Henryka Hosera minowanego ordynariuszem warszawsko-praskim. Sakry biskupiej udzielił mu 3 lipca 2008 Sekretarz Stanu Stolicy Apostolskiej - kard. Tarcisio Bertone. 
Jako dyrektor Papieskich Dzieł Misyjnych wchodził z urzędu w skład zarządu Kongregacji ds. Ewangelizacji Narodów jako sekretarz pomocniczy.
26 czerwca 2012 papież przyjął jego rezygnację z zajmowanych urzędów i jego następcą wyznaczył tanzańskiego biskupa Protase Rugambwę.